# Norbert Wieselhuber
Norbert Wieselhuber (* 18. September 1949 in Bad Wiessee) ist ein deutscher Unternehmensberater.

## Leben
Nach einer Lehre zum Industriekaufmann in einem international tätigen Markenartikel-Unternehmen und einem Marketing-Trainee-Programm war er im Rahmen seiner Industriepraxis zum Schluss verantwortlich für die Einführung neuer Produkte eines marktführenden Unternehmens aus der Nahrungsmittelbranche. Wieselhuber studierte an der Höheren Wirtschaftsfachschule (später: Fachhochschule München) mit dem Abschluss zum Diplom-Betriebswirt (FH) und an der Ludwig-Maximilians-Universität München (LMU) mit dem Abschluss Diplom-Kaufmann. Am Lehrstuhl für Absatzwirtschaft der LMU wurde er zum Dr. rer. pol. promoviert. Das Thema seiner Dissertation lautete Konzeption und Realisation von Produkt-Design in der Konsumgüterindustrie. Er erhielt Lehraufträge an der LMU und an der FH München und hält Gastvorträge an verschiedenen Fachhochschulen. 2004 wurde er zum Honorarprofessor für Unternehmensberatung und Unternehmensführung an die FH München berufen.
Norbert Wieselhuber ist Gründer, Mehrheitsgesellschafter und Vorsitzender der Geschäftsführung der Dr. Wieselhuber & Partner GmbH Unternehmensberatung. Zudem ist er Mitglied in verschiedenen Aufsichts- und Firmenbeiräten.

## Mitgliedschaften
Wieselhuber ist u. a. Mitglied des Bundes katholischer Unternehmer, des Kuratoriums der Eugen-Biser-Stiftung und des Aufsichtsrats der Marketing-GmbH des Deutschen Skiverbandes. Außerdem ist er Ehrensenator der Hochschule für angewandte Wissenschaften München, der er die Professur Corporate Finance gestiftet hat sowie Mitglied des Stiftungsbeirats des Strascheg Center for Entrepreneurship gGmbH, einem An-Institut der Hochschule München.

## Auszeichnungen
2010 wurde Wieselhuber mit dem Bundesverdienstkreuz am Bande ausgezeichnet.
2016 wurde Wieselhuber mit dem Business-to-Business-Service-Award 2016 der Lünendonk GmbH in der Kategorie „Lebenswerk“ geehrt.

## Schriften

### Bücher
- mit A. Lohner, G. Thum: Gestaltung und Führung von Familienunternehmen. 3. Auflage. München 2007, ISBN 3-937960-03-1
- Erfolg im Handel – Praxis des Kooperationsmanagements. Deutscher Fachverlag, Frankfurt am Main 2003, ISBN 978-3-87150-847-9
- Innovationserfolge planen und realisieren – Innovations-Management in der Unternehmenspraxis. RKW, Eschborn 1990, ISBN 3-926984-33-3
- mit A. Töpfer: Handbuch Strategisches Marketing. 2. Auflage. Verlag moderne industrie 1986, ISBN 3-478-21362-2
- Kritische Wachstumsschwellen in der Unternehmensentwicklung. RKW, Eschborn 1985, ISBN 3-921451-18-3
- Konzeption und Realisation von Produkt-Design in der Konsumgüterindustrie – eine aktionsanalytische Untersuchung. Duncker & Humblot, Berlin 1981, ISBN 3-428-04983-7

### Aufsätze
- Luft nach oben  – Innovationen, Ideen, Change Management. in: Unternehmermagazin, 7/8-2015, S. 30
- mit G. Thum: Perspektivlosigkeit im Nachfolgeprozeß. In: Unternehmer-Edition „Nachfolge 2015“, S. 46
- Scheitern als Chance. In: PrivateWealth 09/2015
- Unternehmer stellen sich vor: Beratung ist mehr als nur Rat geben. In: Handelsblatt, 4. Dezember 2014
- mit G. Thum: Nachfolge in Zeiten der Globalisierung. In: Unternehmer-Edition, 1. Februar 2014
- Wachsen. In: PrivateWealth, 1. Dezember 2013
- mit G. Thum: Familiäre Fahrwasser – Fehler in der Führung von Familienunternehmen. In: Unternehmermagazin, 7/8-2013, S. 52
- Oft hilft nur die Trennung. In: Handelsblatt, 22. August 2013
- Bewusste Zukunftsgestaltung – Zeitgemäße Erweiterung des Investitionsbegriffes. In: Unternehmermagazin 7/8-2012, S. 10
- Externe Führungskräfte – Integration von Fremdmanagern in Familienunternehmen. in: Unternehmer-Edition „Nachfolge 2011“, S. 45
- mit G. Thum: Der Mythos gleichberechtigter Geschäftsführer. In: Der Aufsichtsrat, 06/2010, 7. Jahrgang, S. 84–85
- mit G. Thum: Performance-Coach statt Kuschelclub. In: Der Aufsichtsrat, 09/2009, 6. Jahrgang, S. 124–126
- mit G. Thum: Erfolgreicher Stabwechsel. In: optic & vision, 4/2007, S. 58–59
- Suche nach der Zauberformel – Spitzenleistungen in Wirtschaft, Wissenschaft, Kultur, Sport und Gesellschaft. In: Unternehmermagazin, 10/2006, S. 32–33
- Nachfolge in Familienunternehmen. In: Der Aufsichtsrat, 11/2005, S. 2